# 花夢幻
舞踊詩『花夢幻』（はなむげん）は宝塚歌劇団の舞台作品。8場。雪組公演。
作・演出・振付は花柳寿楽、作・演出は酒井澄夫。
併演作品は『はばたけ黄金の翼よ』。

## ストーリ ー
※『宝塚歌劇100年史（舞台編）』の156ページを参照
花を題材に四季の美しさを描いた日本物のショー作品。
雅な平安朝、艶な元禄、粋な江戸、華麗な慶長。これらの時代を花の四季にたとえ、花月雪花と構成している。
春日野八千代が特別出演。麻実れいと共演した。

## 公演期間と公演場所
- 1985年1月1日 - 2月12日　宝塚大劇場
- 1985年4月4日 - 4月29日　東京宝塚劇場

## スタッフ
※氏名の後ろに「宝塚」、「東京」の文字がなければ両公演共通。
- 作曲・編曲：寺田瀧雄、中元清純
- 音楽指揮：野村陽児（宝塚）、大谷肇（東京）
- 振付：花柳錦之輔
- 衣装：静間潮太郎、中川菊枝
- 装置：石浜日出雄
- 照明：今井直次
- 小道具：万波一重
- 効果：扇野信夫
- 音響監督：松永浩志
- 演出補：村上信夫
- 演出助手：石田昌也
- 製作担当：横山美次（東京）
- 制作：武井泰治

## 主な配役
- あやめと桜の若衆、若衆S - 春日野八千代
- あやめの女、美女S - 梓真弓
- 春の神、踊る男、歌う男、辰五郎、若衆 - 麻実れい
- 公達S、歌う男、若衆S - 平みち
- 公達A、男伊達、若衆 - 尚すみれ
- 公達、若い衆 - 真咲佳子、千城恵
- 公達、踊る鷺、若衆 - 杜けあき
- 歌う男、カゲ歌ソロ - 一路万輝
- 歌手、カゲ歌ソロ、芸者 - 銀あけみ
- 上﨟、芸者 - 真乃ゆりあ
- 上﨟、あやめ売りの女 - 草笛雅子
- 踊る鷺 - 北いずみ
- 上﨟、歌う女、カゲ歌ソロ - 毬谷友子

## 主な楽曲
- 花夢幻
- 花の夢
- 男伊達
- 菊づくし（作詞：酒井澄夫 作曲：寺田瀧雄）
- 五月雨
- 花売り
- 祝歌（梅）（作詞：酒井澄夫 作曲：中元清純）

## 関連
- 花幻抄